# Ẹ̑
 (octobre 2020).
Si vous disposez d'ouvrages ou d'articles de référence ou si vous connaissez des sites web de qualité traitant du thème abordé ici, merci de compléter l'article en donnant les références utiles à sa vérifiabilité et en les liant à la section « Notes et références ».
Cette page contient des caractères spéciaux ou non latins. S’ils s’affichent mal (▯, ?, etc.), consultez la page d’aide Unicode.
Ẹ̑ (minuscule : ẹ̑), appelé E brève inversée point souscrit, est un graphème utilisé dans la notation de phonologie de poésie du slovène.
Il s'agit de la lettre e diacritée d'une brève inversée et d’un point souscrit. Il n’est pas à confondre avec le E accent circonflexe point souscrit ‹ ệ ›.

## Représentations informatiques
Le E brève inversée point souscrit peut être représenté avec les caractères Unicode suivants :
- précomposé (latin de base, diacritiques)[1],[2] :
- composé et normalisé NFC (latin étendu additionnel) :

| formes    | représentations | chaînes de caractères | points de code | descriptions                                                         |
| --------- | --------------- | --------------------- | -------------- | -------------------------------------------------------------------- |
| capitale  | Ẹ̑               | Ẹ◌̑                    | U+1EB8 U+0311  | lettre majuscule latine e point souscrit diacritique accent aigu     |
| minuscule | ẹ̑               | ẹ◌̑                    | U+1EB9 U+0311  | lettre minuscule latine e point souscrit diacritique brève renversée |

- décomposé et normalisé NFD (latin de base, diacritiques) :

| formes    | représentations | chaînes de caractères | points de code       | descriptions                                                                     |
| --------- | --------------- | --------------------- | -------------------- | -------------------------------------------------------------------------------- |
| capitale  | Ẹ̑               | E◌̣◌̑                   | U+0045 U+0323 U+0311 | lettre majuscule latine e diacritique point souscrit diacritique brève renversée |
| minuscule | ẹ̑               | e◌̣◌̑                   | U+0065 U+0323 U+0311 | lettre minuscule latine e diacritique point souscrit diacritique brève renversée |